# Остерніланд
Остерніланд (нід. Oosternieland) — село в нідерландській провінції Гронінген. Входить до муніципалітету Гет-Гогеланд.
Його площа становить 0,54км², а населення станом на 2021 рік складало 100 осіб.
Перша згадка про населений пункт датується 1448 роком.

## Галерея

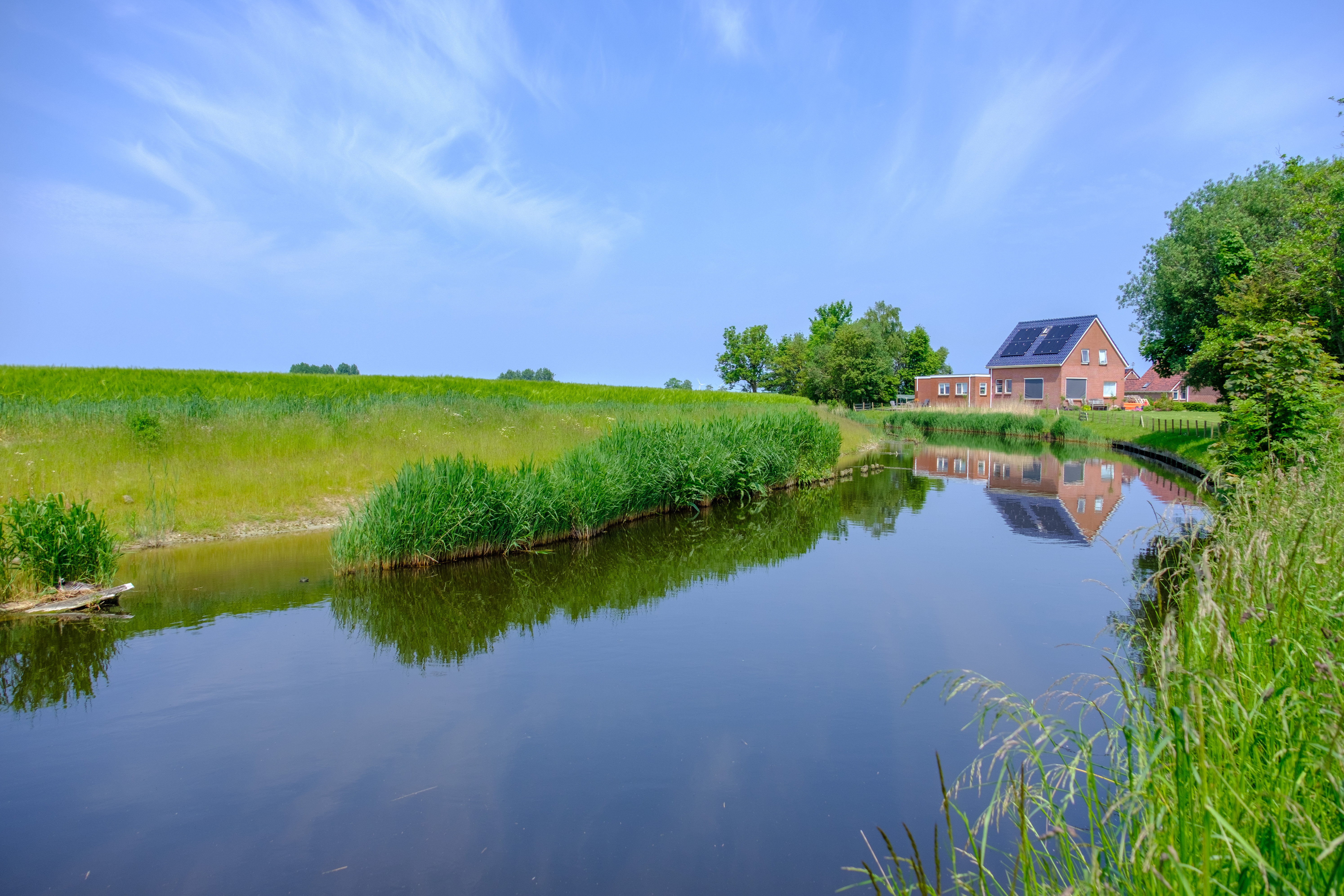
Канал поблизу села
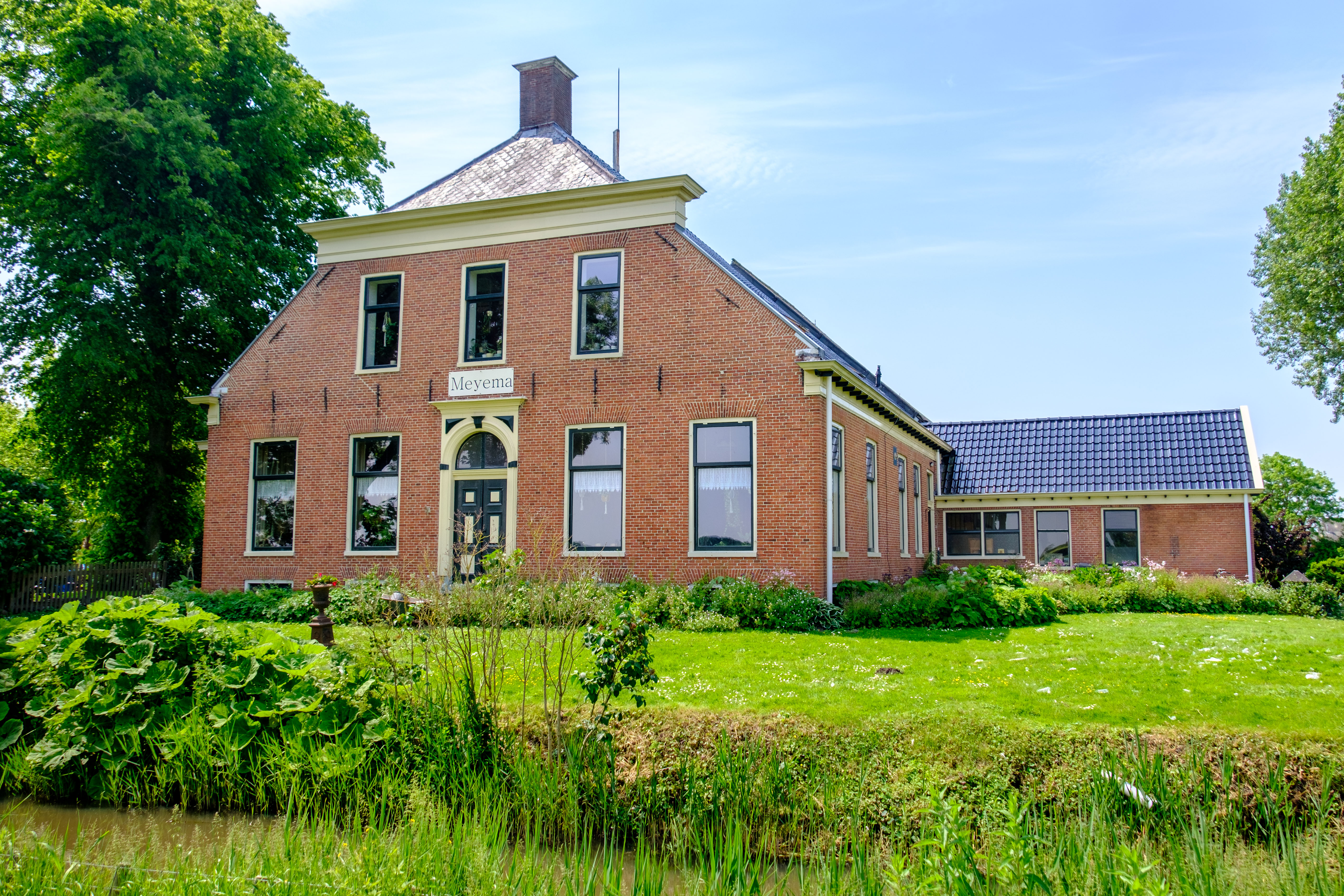
Ферма в Остерніланді